# Litchfield Park (Arizona)
Litchfield Park ist ein Census-designated place im Maricopa County des US-Bundesstaats Arizona.
Das U.S. Census Bureau hat bei der Volkszählung 2020 eine Einwohnerzahl von 6.847 auf einer Fläche von 8,1 km² ermittelt. Die Bevölkerungsdichte lag bei 845 Einwohnern pro km². 
Lichfield Park befindet sich nördlich der Interstate 10 und wird von den Umgehungsstraßen Arizona State Route 303 im Westen und Arizona State Route 101 im Osten begrenzt. Etwa sechs Kilometer südlich befindet sich der Phoenix Goodyear Airport, auf dem unter anderem die Lufthansa seit 1970 ihre Nachwuchspiloten ausbildete. Des Weiteren liegt nördlich der Stadt die Luke Air Force Base sowie der Wildlife World Zoo.